# Transportbehälter (Kerntechnik)

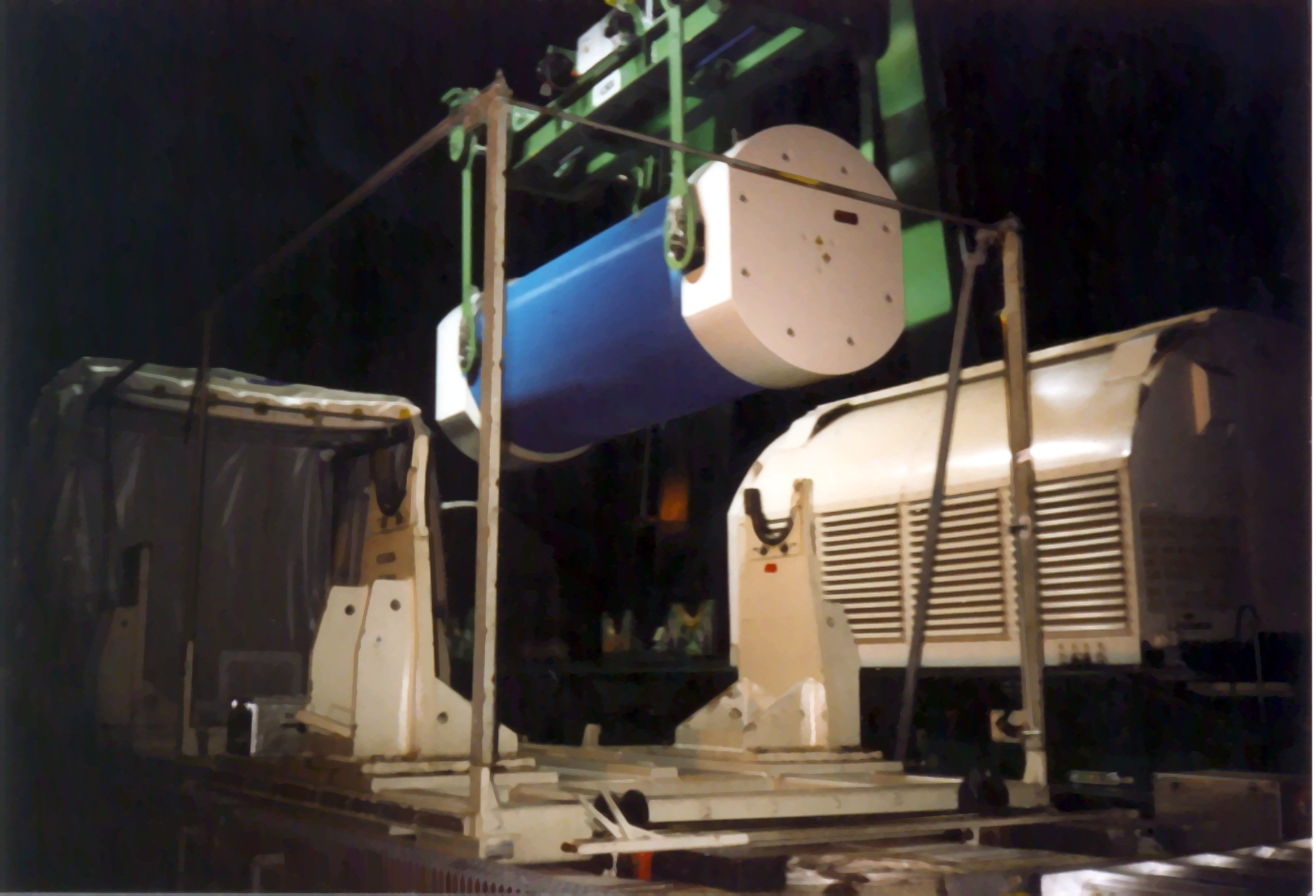
Verladung eines CASTOR-Transportbehälters im März 2001

Ein Transportbehälter ist in der Kerntechnik ein massiver Stahl- oder Gussbehälter zur Zwischenlagerung und zum Transport radioaktiver Materialien, zum Beispiel von Brennelementen oder Abfallprodukten („Glaskokillen“) aus der Wiederaufarbeitung. Häufig werden die Behälter für Transport und anschließende Zwischenlagerung verwendet. Ein Entladen der radioaktiven Stoffe aus dem Behälter ist dann nicht erforderlich. In Deutschland wurden aufgrund des Atomausstiegs Transporte von den Kernkraftwerken zu Wiederaufarbeitungsanlagen am 30. Juni 2005 eingestellt.

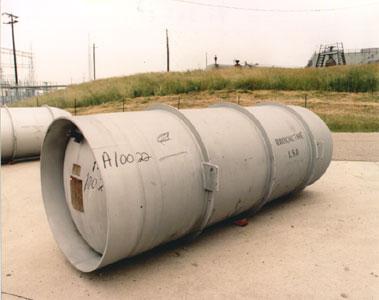
Uranhexafluorid-Tank

Der in Deutschland bekannteste Behältertyp ist der CASTOR-Behälter der Gesellschaft für Nuklear-Service mbH (GNS) aus Essen. Daneben gibt es ähnliche Entwicklungen aus Frankreich (Transnucléaire) und Großbritannien (Excellox). Enthalten die Transportbehälter Brennelemente, werden sie auch Brennelementbehälter genannt. Weniger bekannt und beachtet ist bisher in der Öffentlichkeit der Transport von Uranhexafluorid (UF6) und anderen gefährlichen Stoffen im Zusammenhang mit der friedlichen Nutzung der Kernenergie.
Radioaktive Stoffe für Mess-, Forschungs- und medizinische Zwecke haben in Deutschland den zahlenmäßig größten Anteil an den Transporten.

## Sicherheitsbestimmungen
Die Sicherheitsbestimmungen von Transportbehältern sind weltweit harmonisiert durch die Empfehlungen der Internationalen Atomenergie-Organisation (IAEO). Die Zulassungsvorschriften unterscheiden die folgenden fünf Kategorien:
- freigestellte Versandstücke
- Industrieverpackungen (Typ IP1, IP2, IP3)
- Typ A-Versandstücke
- Typ B-Versandstücke
- Typ C-Versandstücke

Für die Typ B- und Typ C-Versandstücke sind besondere technische Sicherheitsvorkehrungen einzuhalten und es gelten höchstzulässige Aktivitätswerte. Zu den Typ-B-Versandstücken gehören Behälter der Marke CASTOR und vergleichbare Bauarten. Für die Versandstücke vom Typ B und Typ C ist eine Bauartzulassung des Transportbehälters erforderlich, während Behälter vom Typ IP und A keine Genehmigung benötigen.

### Typ B-Verpackungen
Typ-B-Verpackungen müssen allen unter normalen und unter Unfalltransportbedingungen auftretenden mechanischen und thermischen Belastungen standhalten. Ihre Sicherheitsfunktionen dürfen auch bei einem schweren Unfall nicht wesentlich beeinträchtigt werden, so dass keine radioaktiven Stoffe aus der Verpackung in die Umwelt gelangen können. Diese Behälter müssten folgenden Unfallszenarien widerstehen:
1. Aufprall aus 9 m Höhe auf ein unnachgiebiges Fundament
2. Aufprall aus 1 m Höhe auf einen 15 cm dicken Stahldorn
3. Feuer (30 Minuten bei 800 °C)
4. Druck von 20 m Wassertiefe über acht Stunden
5. Druck von 200 m Wassertiefe über eine Stunde

Zum Nachweis genügt die rechnerische Beweisführung oder der Test eines (maßstäblichen) Modells. Die ersten drei Unfallszenarien könnten nacheinander am selben Modell durchgeführt werden. Der Behälter muss nicht völlig unbeschädigt bleiben, sondern die abschirmende Wirkung des Behälters darf sich durch die Belastung maximal um den Faktor 100 verschlechtern (auf 10 mSv/h (Millisievert pro Stunde in 1 m Entfernung)). Der Fall aus 9 m Höhe führt dazu, dass die Geschwindigkeit der Behälter beim Auftreffen auf die Oberfläche etwa 48 km/h beträgt.
Zusätzlich zu den vorgeschriebenen Tests werden weitere durchgeführt.
So zum Beispiel:
- Sturz eines Behälters von einer Autobahnbrücke aus 40 m Höhe (entspricht 142 km/h),
- Sturz eines auf −40 °C heruntergekühlten Behälters aus 9 m Höhe,
- Explosion eines Flüssiggastankwagens mit 5 t Propan direkt neben einem Behälter,
- Feuertest mit 1200 °C für 30 min,
- Abwurf eines maßstabsgetreuen Behälters von einem Hubschrauber aus 800 m Höhe,
- direkter Anprall eines Personenzuges mit 130 km/h an die Längsseite eines Behälters,
- Beschuss eines Behälters mit einer 1000 kg schweren Nachbildung einer Flugzeugturbinenwelle mit 292 m/s (1050 km/h).

Der Hersteller gibt an, dass die Behälter durch diese Tests keine Beeinträchtigungen der Sicherheitsfunktionen erlitten hätten und druckdicht geblieben seien.